# Serbokroatische Sprache

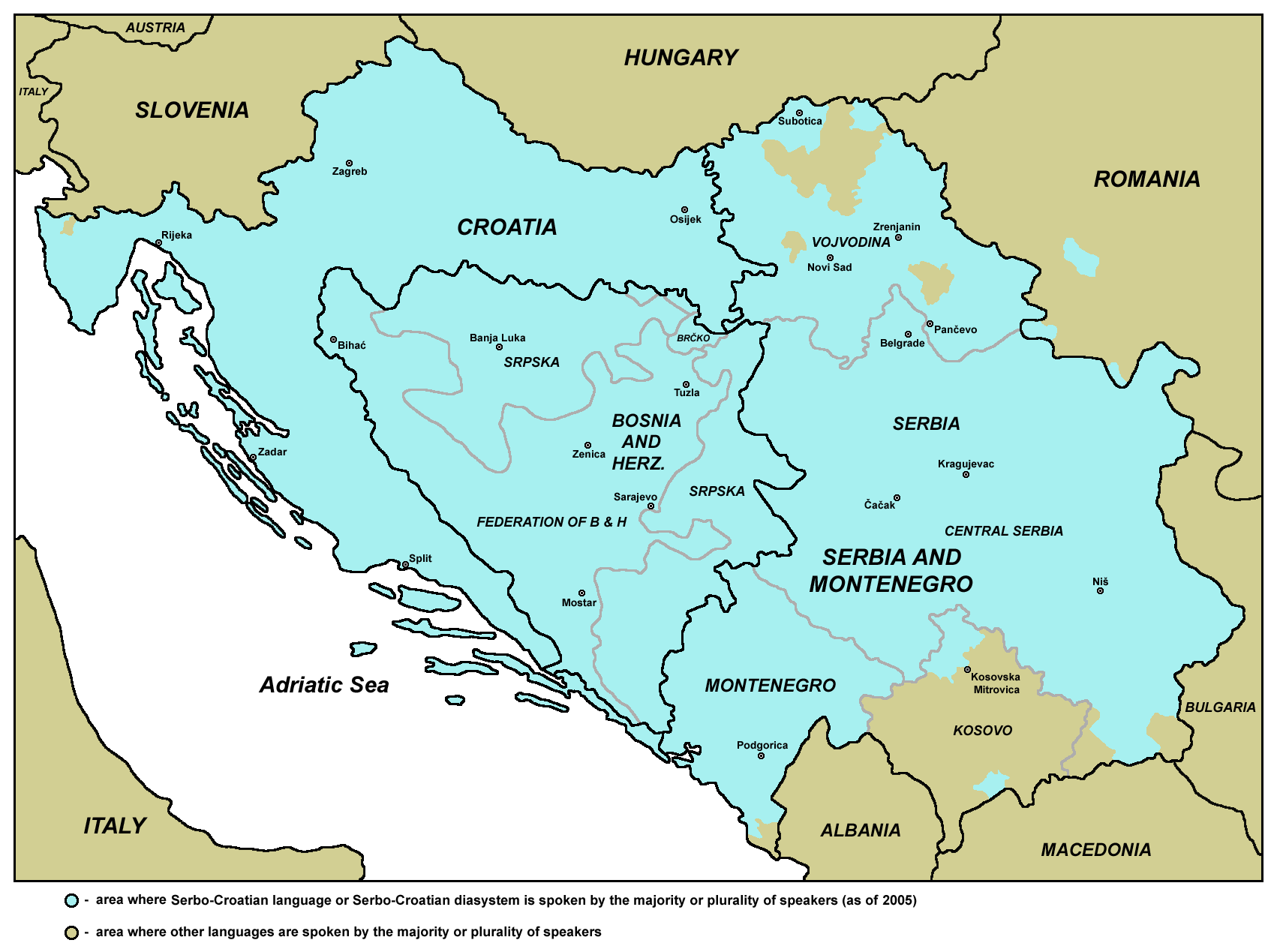
Ungefähre Ausdehnung der Serbokroatischen Sprache

Serbokroatisch oder Kroatoserbisch (serbokroatisch srpskohrvatski oder hrvatskosrpski bzw. kyrillisch српскохрватски oder хрватскосрпски) ist eine plurizentrische Sprache aus dem südslawischen Zweig der indoeuropäischen Sprachen. Sie basiert in allen ihren Standardvarietäten auf der štokavischen Dialektgruppe. Ihr Sprachraum umfasst das heutige Serbien, Kroatien, Bosnien und Herzegowina, Montenegro und den Nord-Kosovo (Reihenfolge nach Sprecherzahlen absteigend). In der Linguistik wird alternativ auch die Bezeichnung Bosnisch/Kroatisch/Serbisch (kurz B/K/S oder BKS) oder Bosnisch-Kroatisch-Montenegrinisch-Serbisch (kurz BKMS) verwendet (Reihenfolge alphabetisch). Umgangssprachlich ist der Begriff naš jezik (serbokroatisch für ‚unsere Sprache‘) bzw. (po) naše/naški ‚die unsrige‘ geläufig, um eine ethnische Zuordnung zu umgehen.
Erstmals wurde der Begriff Serbokroatisch (als Adjektiv serbisch-croatisch) im Jahr 1824 von Jacob Grimm im Vorwort seiner Übersetzung der Kleinen Serbischen Grammatik von Vuk Stefanović Karadžić erwähnt. Einige Jahre später, 1836, wurde dieser Ausdruck erneut vom Philologen Jernej Kopitar in einem Brief benutzt. Seit der zweiten Hälfte des 19. Jahrhunderts war Serbokroatisch die offizielle gemeinsame Standardsprache der Serben, Kroaten, Bosniaken und Montenegriner. Diese Entwicklung wurde von den Behörden Österreich-Ungarns gefördert, vor allem von den Kroaten aber auch teilweise abgelehnt. 1907 wurde in Bosnien als erstem Balkanland offiziell die „serbo-kroatische Sprache“ (srpsko-hrvatski jezik) als Amtsbezeichnung in Schulen und öffentlichen Institutionen eingeführt. In ganz Jugoslawien wurde diese Bezeichnung erst 1954 nach dem Abkommen von Novi Sad eingeführt. Nach dem Zerfall Jugoslawiens war Serbokroatisch von 1992 bis 1995 noch die Amtssprache der Republik Bosnien und Herzegowina. Nach dem Zerfall Jugoslawiens nutzten Serbien und Montenegro weiterhin Serbokroatisch als de facto Amtssprache, bis sie sich 2003/2006 auflöste, bevor die betreffenden Sprachstandards sich aus politisch motivierten Gründen auseinanderentwickelten, was durch die konsequente Anwendung der eigenständigen Bezeichnungen Serbisch, Kroatisch, Bosnisch und Montenegrinisch unterstrichen wurde. Serbokroatisch verlor damit endgültig seinen politischen Status und existiert heute nur noch als historischer Begriff.
Der Status der Standardvarietäten des Serbokroatischen als voneinander unabhängige Sprachen ist sprachwissenschaftlich umstritten. Während einige Autoren von leicht voneinander abweichenden Realisierungen einer Makrosprache und somit einem einheitlichen Sprachsystem ausgehen, betonen andere die dialektale Unterschiedlichkeit und die Notwendigkeit eines politischen Willens zur Vereinheitlichung, der zurzeit nicht gegeben ist. Die Lage der serbokroatischen Sprache entsprach in der Soziolinguistik ungefähr der Situation der englischen Sprache (britische, amerikanische, kanadische, australische und neuseeländische Variante) und der deutschen Sprache (deutsche, österreichische und schweizerische Variante).

## Definition und Glottonyme
Trotz der aktuellen sprachwissenschaftlichen Einschätzung des Problems wird der Ausdruck Serbokroatisch insbesondere in Kroatien und Serbien kaum noch verwendet. Der variablen Verwendung des Sprachbegriffes entsprechend, ist das international etablierte Glottonym heute zu einem umkämpften Ausdruck geworden. Nach Meinung mancher Linguisten ist es eine zusammenfassende Bezeichnung für Bosnisch, Kroatisch, Montenegrinisch und Serbisch. Umstritten ist, ob Serbokroatisch eine Sprache oder eine Sprachunterfamilie ist. Die schriftsprachlichen Varietäten des Serbokroatischen beruhen alle auf Formen des štokavischen Dialektes und stimmen im größten Teil der Grammatik und des Wortschatzes überein, unterscheiden sich jedoch in anderen Teilen des Wortschatzes, in vielerlei Details der sprachlichen Norm und im Gebrauch unterschiedlicher Alphabete (im Kroatischen und Bosnischen überwiegend das lateinische, im Serbischen und Montenegrinisch überwiegend das kyrillische Alphabet).
Ob es sich um Varietäten einer einzigen Sprache oder um vier eng verwandte eigenständige Sprachen handelt, ist sowohl in der Sprachwissenschaft (vor allem an Lehrstühlen innerhalb der betroffenen Länder) als auch unter manchen Sprechern selbst umstritten. Beispielsweise sind die Unterschiede zwischen dem Standardserbischen und dem Standardkroatischen viel kleiner als die Unterschiede zwischen etlichen kroatischen Dialekten.

Die Alternativbezeichnung Mittelsüdslawisch oder Zentralsüdslawisch wurde 1992 von Dalibor Brozović geprägt, um den „durch eine quälende Vergangenheit kompromittierten“ Terminus „Serbokroatisch“ zu ersetzen. Bisher wird er allerdings hauptsächlich von diesem selbst benutzt, während die Linguistik teilweise die Abkürzungen B/K/S oder BKS für Bosnisch/Kroatisch/Serbisch oder BKMS für Bosnisch-Kroatisch-Montenegrinisch-Serbisch verwendet.

## Geschichte

### Traditionelle schriftsprachliche Varietäten
Die Geschichte der südslawischen Völker und infolgedessen auch der südslawischen Sprachen verlief über Jahrhunderte im Bereich der Literatur und der Sprachentwicklung aufgrund der über 500 Jahre dauernden unterschiedlichen Zugehörigkeit des Großteils der Serben zum Osmanischen Reich und der Mehrheit der Kroaten zum Habsburgerreich voneinander größtenteils getrennt.
Sowohl bei den Kroaten als auch bei den Serben entwickelten sich schriftsprachliche Varietäten auf der Grundlage des štokavischen Dialektes, jedoch keine einheitliche, nationalitätenübergreifende Norm. Gleichzeitig existierten bei den Kroaten auch schriftsprachliche Formen des Kajkavischen und des Čakavischen, während bei den Serben bis zur frühen Neuzeit das Kirchenslawische als Schriftsprache verwendet wurde. Im Laufe des 18. und 19. Jahrhunderts setzte sich durch den russischen Einfluss auf die orthodoxen slawischen Völker des Osmanischen Reiches bei den Serben die russische Form des Kirchenslawischen durch, neben die für weltliche Texte eine serbisch-russisch-kirchenslawische Mischsprache trat, die als Slawenoserbisch (slavenosrpski, auch slavjanoserbski) bezeichnet wird.

### Standardisierung im 19. Jahrhundert
In der ersten Hälfte des 19. Jahrhunderts verfolgte die illyrische Bewegung im habsburgischen Kroatien das Ziel, auf der Grundlage des Štokavischen eine einheitliche Schriftsprache möglichst für alle Südslawen (anfangs einschließlich der Slowenen und der Bulgaren), zumindest aber für alle Kroaten zu entwickeln. Ljudevit Gaj, der wohl wichtigste Vertreter des Illyrismus, ging in seiner Zeitschrift Danica ‚Morgenstern‘ 1836 vom Kajkavischen der Region um Zagreb zum Štokavisch-Ijekavischen über. Als Vorbild diente dabei vor allem die traditionelle Schriftsprache Dubrovniks. Auf dem Gebiet der Orthographie orientierten sich die Illyristen am Lateinalphabet des Tschechischen. Die aus diesem übernommenen Buchstaben mit Sonderzeichen č, š, ž, ě sowie das aus dem Polnischen übernommene ć traten an die Stelle verschiedener zuvor verwendeter, regional unterschiedlicher Digraphen.
Gleichzeitig waren bei den Serben Vuk Karadžić und seine Anhänger bestrebt, das Kirchenslawische als Schriftsprache durch die štokavische Volkssprache zu ersetzen. Von 1813 an verfasste Vuk Karadžić zahlreiche Arbeiten über die und in der serbischen Volkssprache – eine Grammatik, ein Wörterbuch, Sammlungen von Volksliedern und eine Bibelübersetzung. Ziel der Reform sollte eine an der gesprochenen Volkssprache orientierte Schriftsprache sein, deren Orthographie ausschließlich der Aussprache folgen sollte (gemäß seinem Leitspruch: “Piši kao što govoriš” (deutsch: „Schreibe, wie du sprichst!“)). Durch eine radikale Reform des kyrillischen Alphabetes des Serbischen erreichte er, dass in diesem seitdem jedem Phonem genau ein Buchstabe entspricht. Karadžić verwendete dabei überwiegend den heute als „Ostherzegowinisch“ bezeichneten štokavisch-ijekavischen Dialekt, wie er in der östlichen Herzegowina, im nördlichen Montenegro und im Südwesten Serbiens, woher er selbst stammte, gesprochen wird.
Unter diesen Umständen kam es seit der Mitte des 19. Jahrhunderts zu einer Zusammenarbeit kroatischer und serbischer Linguisten bei der Normierung einer gemeinsamen Schriftsprache auf der Grundlage des štokavischen Dialektes.
Der erste förmliche Schritt zu einer gemeinsamen Kodifikation der Schriftsprache war das sogenannte „Wiener Abkommen“ vom 28. März 1850, das von einer Reihe von serbischen und kroatischen Sprachwissenschaftlern (unter anderen von Vuk Karadžić, seinem Mitarbeiter Đuro Daničić und dem kroatischen Illyristen Ivan Mažuranić) sowie vom angesehenen slowenischen Slawisten Franc Miklošič unterzeichnet wurde, die sich zur Mitarbeit an der von der österreichisch-ungarischen Regierung betriebenen Normierung der juristischen Terminologie in den Sprachen des Habsburgerreichs in Wien aufhielten. Die Unterzeichner des Abkommens bekannten sich zu dem Ziel, „dass ein Volk ein Schrifttum haben muss“ (“da jedan narod treba jednu književnost da ima”). Sie schlugen vor, dass das Štokavisch-Ijekavische die Grundlage der gemeinsamen Schriftsprache sein solle, und machten Vorschläge zur Vereinheitlichung einiger bisher in Kroatien und Serbien unterschiedlich gelöster Fragen der Standardisierung. Diese waren vor allem morphologischer und orthographischer Natur: Beispielsweise solle der Genitiv Plural der meisten Substantive auf -a enden, das h solle überall geschrieben werden, wo es etymologisch vorhanden sei (z. B. historija „Geschichte“ statt istorija), und das silbische r solle ohne Begleitvokal geschrieben werden (z. B. prst „Finger“ statt pàrst o. ä.). Mit der Standardisierung des Wortschatzes befasste sich das Abkommen nicht. Die juristische Terminologie wurde in getrennten Spalten für das Kroatische und das Serbische veröffentlicht, was unter anderem darauf zurückzuführen war, dass an der serbischen Fassung auch Gegner von Karadžić’ Sprachreform mitwirkten, die Wörter slawenoserbischer Herkunft mit aufnahmen. Das „Wiener Abkommen“ war eine informelle Absichtserklärung, der zunächst keine weiteren Schritte folgten. Der größte Teil der orthographischen und morphologischen Empfehlungen des Abkommens wurden schließlich in Serbien Ende der 1860er und in Kroatien Anfang der 1890er Jahre zur offiziellen Norm.
Im Königreich Serbien konnten sich in den 1860er Jahren die Anhänger der Sprachreform Vuk Karadžić’ gegen die Anhänger einer stärker am slawenoserbischen orientierten Schriftsprache durchsetzen. Grundlage der Orthographie wurde die streng phonologische reformierte Kyrilliza, Grundlage der Standardgrammatik die von Đuro Daničić in Übereinstimmung mit den Vorstellungen Karadžić’ und dem „Wiener Abkommen“ verfasste Grammatik der serbischen Sprache. Hinsichtlich des Reflexes des etymologischen Jat in der Schriftsprache konnten sich jedoch die Anhänger Karadžić’ und Daničić’ im Königreich Serbien und in der Vojvodina nicht durchsetzen. Die Verwendung des Ijekavischen wurde hier nur von einer begrenzten Zahl von Menschen übernommen, die Mehrzahl blieb in Übereinstimmung mit den meisten in diesen Gebieten gesprochenen Dialekten beim Ekavischen. Durchsetzen konnte sich das Ijekavische als Schriftsprache hingegen in Montenegro und unter den Serben in Bosnien-Herzegowina und der kroatischen Militärgrenze, wo auch ijekavische Dialekte gesprochen werden.
In Kroatien orientierte sich die amtliche Schreibweise des Štokavischen, das dort zunächst in illyristischer Tradition meist als Illyrisch, seit Anfang der 1860er Jahre als Kroatische oder Serbische Sprache bezeichnet wurde, von den 1840er bis zu den 1880er Jahren überwiegend an den in den 1840er Jahren von den illyristischen Grammatikern kodifizierten Normen, die sich in einigen Punkten von den von Karadžić’ und Daničić’ verfochtenen unterschieden: Die Orthographie orientierte sich teilweise an morphologischen, nicht an phonologischen Kriterien (so wurde die Stimmtonassimilation nicht in der Schrift wiedergegeben), und der ijekavische Jat-Reflex wurde zunächst als ě, später als ie oder je, nicht hingegen als ije/je geschrieben. Auf dem Gebiet der Morphologie wurden im Plural der Nomina abweichende Flexionsendungen verwendet, die nur in wenigen Varietäten des Štokavischen vorkommen, jedoch im Kajkavischen allgemein üblich sind und den rekonstruierten urslawischen Formen näherstehen. Über die Details dieser Normierung kam es jedoch niemals zu einer allgemein akzeptierten Einigung, vielmehr standen sich in Kroatien in den meisten Fragen unterschiedliche auf die illyristische Tradition bezugnehmende Schulen gegenüber. Vor allem unter dem Einfluss des an die Jugoslawische Akademie der Wissenschaften und Künste in Zagreb berufenen Đuro Daničić entwickelte sich parallel dazu die Schule der „kroatischen Vuk-Anhänger“, die eine streng phonologische Orthographie und eine Orientierung der Morphologie an den Formen des gesprochenen Štokavischen forderte, wie es in den Werken von Karadžić und Daničić verwirklicht war. Diese Schule, deren wichtigste Vertreter der Grammatiker Tomislav Maretić und der Lexikograph Ivan Broz waren, konnte sich gegen Ende des 19. Jahrhunderts durchsetzen.
Als Ergebnis dieser konvergenten Normierungsprozesse kam es gegen Ende des 19. Jahrhunderts zu einer weitgehend einheitlichen morphologischen Norm der serbischen und/oder kroatischen Sprache und einer Vereinheitlichung der orthographischen Normen des kroatischen lateinischen und des serbischen kyrillischen Alphabetes, so dass diese seitdem direkt ineinander transliteriert werden können.
Beim Ausbau des Wortschatzes kam es hingegen zu keiner systematischen Zusammenarbeit, so dass sich die Unterschiede zwischen der bei den Kroaten und der bei den Serben gebrauchten schriftsprachlichen Form des Štokavischen durch unterschiedliches Vorgehen bei der Bildung von Neologismen und der Übernahme von Fremdwörtern in diesem Zeitraum teilweise noch vergrößerten.
Da von der Sprachwissenschaft der damaligen Zeit im Allgemeinen die Morphologie und der aus älteren Sprachformen ererbte Grundwortschatz als entscheidend für die Klassifikation von Sprachen angesehen wurden, setzte sich in der Slawistik der damaligen Zeit die Auffassung durch, dass die in ihrer schriftsprachlichen Form auf diesen Gebieten weitgehend übereinstimmenden Sprachen der Serben und Kroaten als eine einzige Sprache anzusehen seien, für die sich zunächst vor allem in der ausländischen Slawistik die Bezeichnung Serbokroatisch einbürgerte. August Leskiens Grammatik der serbo-kroatischen Sprache (Heidelberg 1914) machte den Terminus im deutschsprachigen Raum populär.

### Sprachliche Entwicklung im 20. Jahrhundert
Nach der Gründung des Königreiches der Serben, Kroaten und Slowenen (des späteren Jugoslawiens) als gemeinsamen Staat dieser südslawischen Völker wurde die Amtssprache zunächst im Einklang mit der offiziellen Ideologie, wonach Serben, Kroaten und Slowenen ein einziges Volk seien, als „Serbo-kroato-slowenisch“ definiert. Da die slowenische Schriftsprache sich jedoch auf allen Gebieten deutlich von derjenigen der Serben und Kroaten unterschied und auch von der damaligen Slawistik allgemein als eigenständige Sprache betrachtet wurde, wurde innerhalb des slowenischen Siedlungsgebietes de facto weiterhin das Slowenische als Amtssprache verwendet, was auch dadurch begünstigt wurde, dass das Siedlungsgebiet der Slowenen geographisch relativ klar von demjenigen der anderen südslawischen Völker abgrenzbar ist. Im übrigen Staatsgebiet wurde jedoch das Serbokroatische zur einheitlichen Amtssprache erklärt, wobei die Unterschiede zwischen den schriftsprachlichen Varietäten keine Berücksichtigung fanden. Da die Hauptstadt des neuen Staates Belgrad war und dessen Institutionen zum größten Teil von den Politikern, Beamten und Militärs des bisherigen Königreiches Serbien beherrscht wurden, führte dies in der Praxis dazu, dass die serbische Varietät der Schriftsprache als Amtssprache verwendet wurde, während die vor allem auf dem Gebiet des Wortschatzes abweichenden Formen der bis dahin in Kroatien verwendeten schriftsprachlichen Varietät von offizieller Seite als nicht standardgemäße Regionalismen betrachtet wurden. Dies führte wiederum dazu, dass auf kroatischer Seite zunehmend die Forderung aufkam, das Kroatische als eigenständige Sprache anzuerkennen, um die Diskriminierung kroatischer Ausdrücke zu beenden. Nach der Bildung der autonomen Banovina Kroatien im Jahre 1939 wurde auf deren Gebiet de facto die kroatische Variante der Sprache auch amtlich verwendet.
Während des Zweiten Weltkriegs versuchte der faschistische Unabhängige Staat Kroatien (Nezavisna Država Hrvatska, NDH, 1941–1945) eine radikale Abkehr von der bestehenden sprachlichen Norm durchzusetzen. Das Kroatische staatliche Sprachbüro (Hrvatski državni ured za jezik) versuchte alle (tatsächlichen oder angeblichen) Serbismen und Fremdwörter aus der Sprache zu verbannen und durch zum Teil ältere und traditionelle, zum Teil neu gebildete kroatische Wörter zu ersetzen (z. B. telegraf durch das neue brzojav, wörtlich Schnellmeld, oder waggon-restaurant durch kola za blagovanje, wörtlich Wagen fürs Speisen). Gleichzeitig wurde unter Übergehung des Widerspruchs führender kroatischer Sprachwissenschaftler eine Rechtschreibreform dekretiert, durch welche die von den kroatischen Vuk-Anhängern Ende des 19. Jahrhunderts durchgesetzte Rechtschreibreform rückgängig gemacht werden sollte. Die neue Norm sollte sich – wie die Orthographie der Zagreber Schule im 19. Jahrhundert – teilweise an morphonologischen statt streng an phonologischen Kriterien orientieren, da die phonologische Orthographie angeblich spezifisch serbisch sei.
Im kommunistischen Jugoslawien wurden in den ersten Jahren nach 1945 ebenso wie schon in der Publizistik der Partisanen während des Zweiten Weltkrieges das Serbische und das Kroatische als zwei eigenständige Sprachen anerkannt, so dass der jugoslawische Staat zu dieser Zeit vier Amtssprachen anerkannte (Serbisch, Kroatisch, Slowenisch und Mazedonisch). In den folgenden Jahren änderte sich die offizielle politische Linie jedoch erneut.
1954 wurde im Abkommen von Novi Sad festgelegt, dass die Sprache der Serben, Kroaten und Montenegriner dieselbe sei, nämlich Serbokroatisch bzw. Kroatoserbisch (die Bosniaken bzw. südslawischen Muslime wurden implizit inbegriffen, aber nicht gesondert erwähnt, da sie damals nicht als eigenständige Nation anerkannt wurden). Lediglich der Unterschied in der Aussprache zwischen ijekavisch und ekavisch und die Verwendung der zwei verschiedenen Alphabete sollten bestehen bleiben. Das Serbische wurde danach gewöhnlich als östliche Variante, das Kroatische als westliche Variante des Serbokroatischen bezeichnet. Das Slowenische und das Mazedonische behielten hingegen ihre Anerkennung als eigenständige Sprachen, und auf regionaler Ebene wurden auch die Sprachen nichtslawischer Minderheiten wie das Ungarische und das Albanische als Amtssprachen anerkannt.
Diese Regelung stieß in den 1960er Jahren in Kroatien auf zunehmenden Widerspruch. 1967 unterzeichneten bekannte kroatische Sprachwissenschaftler, Literaten und Politiker die Deklaration über die Bezeichnung und Stellung der kroatischen Schriftsprache (Deklaracija o nazivu i položaju hrvatskog književnog jezika), in der sie das Recht einforderten, dass ein Volk seine Sprache nach sich selbst benennen dürfen müsse, selbst wenn diese Sprache mit der Sprache eines anderen Volkes identisch sei. Auf diese Deklaration reagierte Titos Zentralregierung mit Repressionen, die letztlich wohl den kroatischen Widerstand noch verstärkten, der schließlich zum Kroatischen Frühling führte. Danach wurde im Jahre 1974 in Kroatien wieder Kroatisch als Bezeichnung des Unterrichtsfachs in den Schulen eingeführt, und jede Teilrepublik konnte in ihrer Verfassung eine eigene regionale Varietät der Sprache benennen. Als Bezeichnung der gesamten Sprache sowie der Amtssprache auf Bundesebene blieb Serbokroatisch oder Kroatoserbisch (nun offiziell meist in Kombination genannt) jedoch im Gebrauch.
Seit dem Zerfall Jugoslawiens werden das Bosnische, Kroatische und Serbische offiziell als eigenständige Sprachen anerkannt, während der Status der Sprache der Montenegriner nach wie vor umstritten ist. Vor allem in Kroatien werden dabei auch sprachliche Eigenheiten, die seit 1918 verpönt, unterdrückt oder in Vergessenheit geraten waren, wieder verwendet. Das grammatische System und der Grundwortschatz der drei Sprachen sind nach wie vor großteils identisch, jedoch dürfte die nicht mehr gemeinsam erfolgende Sprachpflege zu einer künftigen weiteren Auseinanderentwicklung beitragen. Das Sprachenkürzel sh (nach ISO 639) ist seit dem 18. Februar 2000 obsolet.

## Serbokroatisch als Studienfach
Viele der Universitäten, die einen Slawistik-Fachbereich haben, bieten neben anderen slawischen Sprachen auch Serbokroatisch an. Teilweise wird hierfür die Bezeichnung B/K/S oder BKS (für Bosnisch, Kroatisch, Serbisch) oder Kroatisch/Serbisch verwendet, also von einer Sprache ausgegangen, für die es mehrere Bezeichnungen gibt.
Als eigenständiges Studienfach wird Serbokroatisch an folgenden deutschen Universitäten angeboten (Stand 2012): Hamburg, Göttingen, Gießen, Mainz, Heidelberg, München, Regensburg, Halle, Jena und Leipzig. Im Rahmen eines allgemeinen Slawistikstudiums kann die Sprache an folgenden Universitäten erlernt werden: Bochum, Trier, Saarbrücken, Freiburg, Tübingen, Bamberg, HU Berlin und Köln.
In Österreich kann B/K/S in Wien und Graz sowie im Rahmen eines allgemeinen Slawistikstudiums auch in Innsbruck und Klagenfurt studiert werden.

### Wörterbücher
Das Wörterbuch der Jugoslawischen Akademie (Rječnik hrvatskoga ili srpskoga jezika) erschien in 23 Bänden von 1880 bis 1976. Es enthält die Sprache der Kroaten, Serben, bosnisch-herzegowinischer Muslime und der Montenegriner. Die Idee geht auf Josip Juraj Strossmayer und Franjo Rački von der Jugoslawischen Akademie zurück. Herausgeber war der Slawist Đuro Daničić (1867–1882), nach ihm verschiedene andere Slawisten wie etwa Josip Jernej. Das Wörterbuch ist historisch und enthält Wörter von den frühesten Urkunden bis ins 19. Jh. hinein. Es enthält die Sprache Vuk Karadžićs, Wörter der Volkssprache und einiger Autoren aus dem 19. Jh. Daničićs Nachfolger ergänzten den Textkorpus um Werke des kroatischen Illyrismus aus dem 19. Jh. und um den kajkavischen Dialekt, den Daničić zum Slowenischen zählte. Nach dem Zweiten Weltkrieg wurde der Korpus mit neueren Ausgaben der Akademie und mit anderen wissenschaftlichen Büchern erweitert, hinzu kamen ältere Wörterbücher, Fach- und Dialektwörterbücher sowie Listen von Vor- und Nachnamen. Daničić führte die Buchstaben đ, ǵ, ļ, und ń für die mehrdeutigen Doppelkonsonanten dj, dž, lj und nj ein. Ein Anhang im 23. Band enthält eine Entstehungs- und Entwicklungsgeschichte des Wörterbuchs, die wichtigsten Änderungen im Lauf seiner 100järigen Geschichte und ein Literaturverzeichnis über das Wörterbuch.

## Dialekte

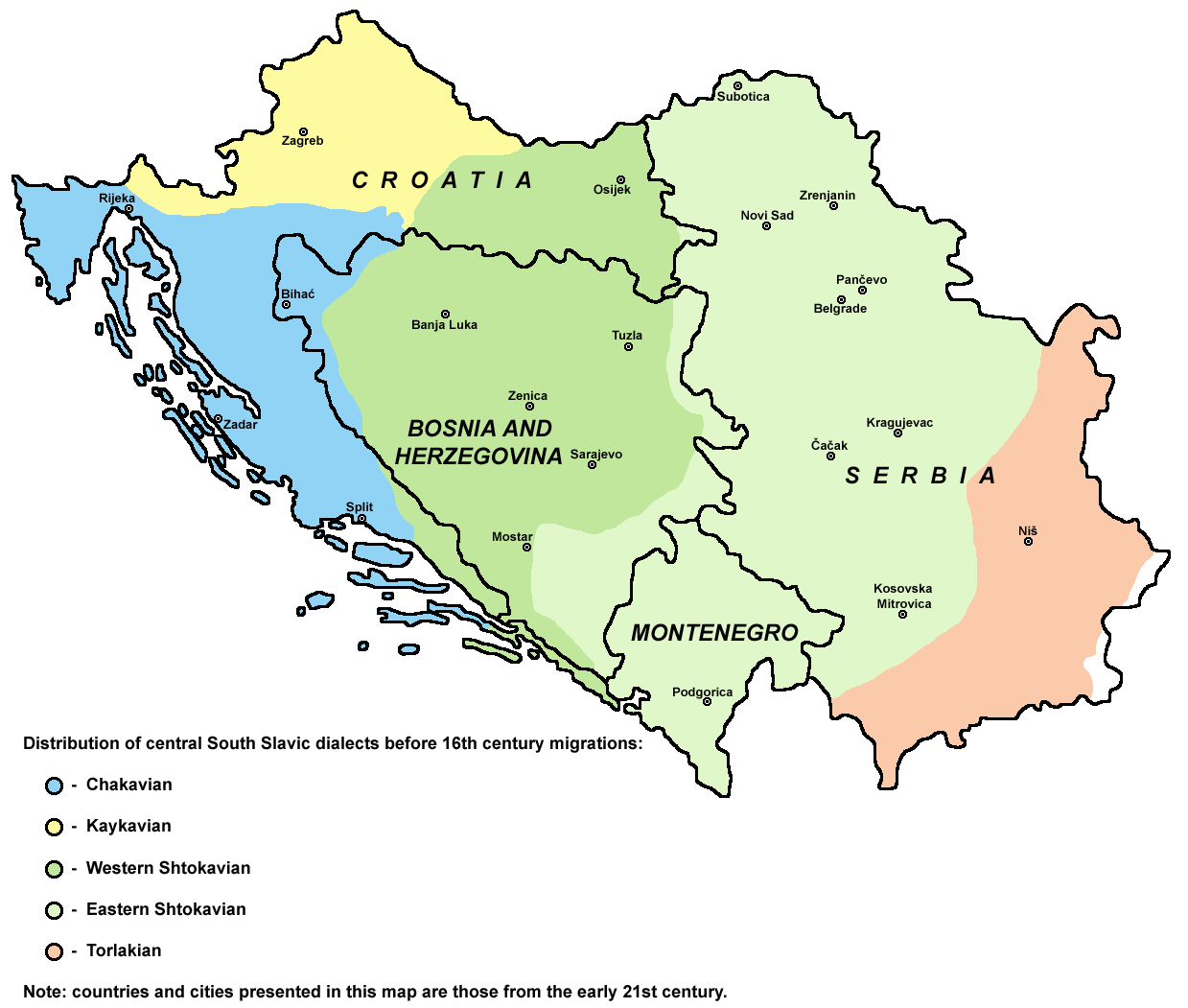
Dialekte des Serbokroatischen:
westliches Štokavisch
östliches Štokavisch
Kajkavisch
Čakavisch
Torlakisch

Die in Bosnien und Herzegowina, Kroatien, Montenegro und Serbien gesprochenen südslawischen Mundarten sind Teil eines Dialektkontinuums, das über das Serbokroatische hinaus auch das Slowenische, Mazedonische und Bulgarische umfasst. Sie lassen sich in vier Dialektgruppen unterteilen, die nicht deckungsgleich mit den Staatsgebieten sind. Drei der Dialektgruppen sind nach der jeweiligen Form des Fragewortes was? benannt, das selbst aber nur eines von zahlreichen phonologischen und morphologischen Merkmalen ist, die dieser Einteilung zugrunde liegen.
Das Štokavische (nach dem Fragewort für „was?“, što oder šta) wird in ganz Bosnien und Herzegowina und Montenegro sowie im größten Teil Serbiens und Kroatiens gesprochen. Das Kajkavische (kajkavski; Fragewort kaj „was?“) ist im nördlichen Kroatien (Karlovac, Zagreb, Koprivnica und Umgebung) verbreitet. Es hat – über das emblematische Wort kaj hinaus – eine größere Zahl morphologischer und lexikalischer Gemeinsamkeiten mit dem benachbarten Slowenischen. Das Čakavische (čakavski; Fragewort größtenteils ča „was?“) wird im nördlichen und mittleren Teil der kroatischen Küste gesprochen, wobei es größere zusammenhängende čakavische Gebiete auf dem Festland nur um Rijeka und in Istrien gibt, während es weiter südlich meist auf die Inseln (bis einschließlich Lastovo) und auf einen Teil der Küstenorte beschränkt ist. Die Dialekte des südöstlichen Serbiens, die einen Übergang vom Štokavischen zum Mazedonischen und Bulgarischen bilden, werden als Torlakisch bezeichnet. Da das Fragewort „was?“ hier – ebenso wie im Štokavischen, Mazedonischen und Bulgarischen – što lautet, werden die torlakischen Dialekte oft zu den štokavischen hinzugerechnet. Da die eigentliche Grundlage der Einteilung in verschiedene Dialektgruppen jedoch nicht ein einzelnes Wort, sondern eine ganze Reihe phonologischer, morphologischer und syntaktischer Merkmale ist, ist das Torlakische mit seinen morphologisch-syntaktischen Besonderheiten als eigene Dialektgruppe anzusehen.

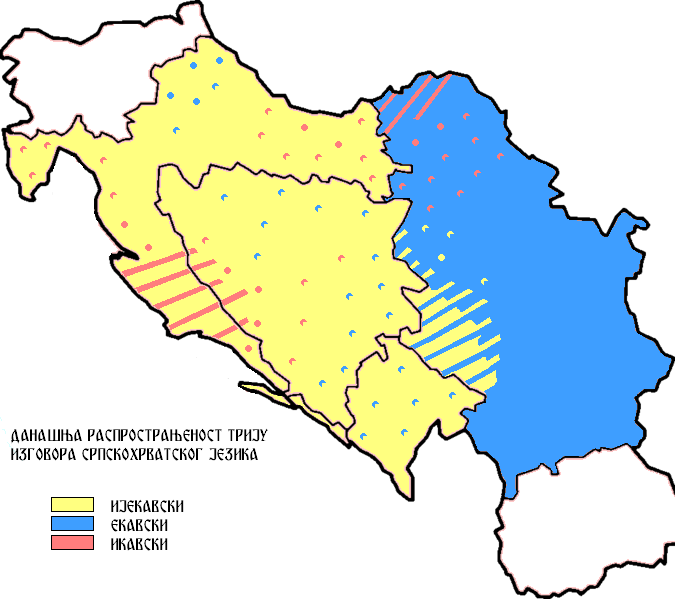
Aussprache des Štokavischen:
Ijekavisch
Ekavisch
Ikavisch

Das Štokavische lässt sich wiederum in mehrere Untergruppen einteilen. Der auffälligste Unterschied betrifft die verschiedene Wiedergabe des urslawischen Lautes *ě (genannt „Jat“). Nach der Wiedergabe dieses Lautes als ije (z. B. urslawisch *světъ > svijet „Welt“ oder *květъ > cvijet „Blume“), e (svet, cvet) oder i (svit, cvit) werden die štokavischen Dialekte in ijekavische (ijekavica), ekavische (ekavica) und ikavische (ikavica) unterschieden. Ijekavische Dialekte werden in Teilen Kroatiens, dem größten Teil Bosnien-Herzegowinas, ganz Montenegro sowie in den Grenzgebieten Westserbiens gesprochen. Ekavische Dialekte werden im größten Teil Serbiens gesprochen. Ikavische Dialekte kommen in Teilen Dalmatiens, im südlichen Istrien, in der westlichen Herzegowina sowie Teilen Westbosniens und des südlichen Slawoniens vor.
Die Schriftsprache aller vier Nationalitäten baut auf dem Štokavischen auf. Die Kroaten, Bosniaken und Montenegriner verwenden dabei nur das Ijekavische, die Serben in Serbien vor allem das Ekavische, die bosnischen Serben hingegen zum größten Teil das Ijekavische. Daneben gibt es einige seltener vorkommende lautliche Unterschiede im Wortschatz slawischer Herkunft. Daneben gibt es Unterschiede bei der Übernahme von Fremdwörtern: serbisch falsifikovati vs. kroatisch falsificirati; sb. okean vs. kr. ocean; sb. hemija vs. kr. kemija. Grundsätzlich werden Fremdwörter im Kroatischen sparsamer eingesetzt als im Serbischen, während das Bosnische viele Turzismen enthält. Es gibt eine große Anzahl von Regionalismen, deren Verbreitungsgebiet jedoch oft nicht den nationalen Grenzen folgt. Die Unterschiede im Grundwortschatz sind dagegen geringer als etwa zwischen vielen deutschen Dialekten.

## Standardvarietäten
Das Serbokroatische wird nicht als zentralistische Einheitssprache, sondern als plurizentrische Sprache verstanden, die nicht eine einzige Standardform kennt (wie z. B. das Italienische, Polnische oder Finnische), sondern über mehrere Standardvarietäten verfügt (wie die meisten von mehreren Nationen gesprochenen Sprachen, z. B. Standarddeutsch mit den Varietäten Schweizer Hochdeutsch, österreichisches Deutsch und Bundesdeutsches Hochdeutsch; Englisch mit den Varietäten britisches Englisch, amerikanisches Englisch, australisches Englisch, schottisches Englisch usw.; Französisch mit Frankreichfranzösisch, belgischem Französisch, Schweizer Französisch, Quebecer Französisch usw.). In Abweichung von der deutschen linguistischen Terminologie bezeichnet die Serbokroatistik eine solche Standardvarietät als Variante (serbokroatisch varijanta).
Zu allen Zeiten unterschieden und unterscheiden sich die Varietäten des Serbokroatischen nicht nur durch den Unterschied zwischen ijekavischer und ekavischer Aussprache und durch den Gebrauch der beiden Alphabete, sondern vor allem durch den Wortschatz (vgl. Unterschiede zwischen den serbokroatischen Standardvarietäten; die Feststellung, dass zwei Varietäten gleichermaßen ijekavisch und lateinisch geschrieben seien, bedeutet also keineswegs, dass sie damit identisch seien.)

### Regionale Varietäten des Serbokroatischen 1954–1974
Das 1954 geschlossene Abkommen von Novi Sad unterschied zwei „Varianten“, zwei offizielle „Aussprachen“ (serbokroatisch izgovor) und zwei Alphabete, die sich folgendermaßen verteilten:
- die westliche Variante (zapadna varijanta), die nur in ijekavischer Aussprache und lateinischer Schrift vorkam (in den Teilrepubliken Kroatien und Bosnien-Herzegowina benutzt);
- die östliche Variante (istočna varijanta), die in zwei Aussprachen vorkam, die beide sowohl kyrillisch als auch lateinisch geschrieben werden konnten:
  - in ekavischer Aussprache (in der Teilrepublik Serbien),
  - in ijekavischer Aussprache (in den Teilrepubliken Montenegro und Bosnien-Herzegowina).

In den 1950er und 1960er Jahren gab es jedoch auch eine inoffizielle Bestrebung, die Unterschiede zwischen den Varietäten zu verringern, die vielleicht das Ziel verfolgte, letztlich eine „jugoslawische“ Einheitssprache mit einem einzigen Standard zu erhalten, der als „Kompromiss“ auf der östlichen Varietät beruhen, aber ausschließlich lateinisch geschrieben würde. Aus kroatischer Sicht wird dies als Beleg der fortgesetzten serbischen Hegemonie gesehen, aus serbischer hingegen als „demokratische“ Notwendigkeit, da die Sprecher der östlichen Varietät gegenüber denen der westlichen mit rund 10 zu 5 Millionen klar in der Mehrheit waren.

### Regionale Varietäten des Serbokroatischen 1974–1991
Als 1974, nach dem „Kroatischen Frühling“, neue Verfassungen des Bundesstaats und der Teilrepubliken verabschiedet wurden, konnten die Teilrepubliken je einen regionalen standardsprachlichen Ausdruck (serbokroatisch književnojezički izraz) definieren. Die Gesamtsprache hieß jetzt offiziell „Serbokroatisch oder Kroatoserbisch“ (serbokroatisch srpskohrvatski ili hrvatskosrpski jezik). Nun gab es vier verschiedene Varietäten, von denen jedoch nach wie vor nur zwei als offizielle „Varianten“ galten. Die anderen beiden könnte man mit den von Ulrich Ammon (1995) als „Halbzentren“ bezeichneten Varietäten der deutschen Sprache in Luxemburg, Ostbelgien, Liechtenstein und Südtirol vergleichen (gegenüber den „Vollzentren“ in Deutschland, Österreich und der Deutschschweiz). Insgesamt wurden nun also folgende Varietäten anerkannt:
- die kroatoserbische Variante der serbokroatischen oder kroatoserbischen Sprache (hrvatskosrpska varijanta srpskohrvatskoga ili hrvatskosrpskoga jezika), bisweilen auch als kroatische Standardsprache (hrvatski književni jezik), niemals aber als kroatische Sprache (hrvatski jezik) bezeichnet (Amtssprache der Teilrepublik Kroatien): ijekavisch in lateinischer Schrift;
- die serbokroatische Variante der serbokroatischen oder kroatoserbischen Sprache (srpskohrvatska varijanta srpskohrvatskoga ili hrvatskosrpskoga jezika; Amtssprache der Teilrepublik Serbien): meist ekavisch (seltener auch ijekavisch), in kyrillischer oder lateinischer Schrift;
- der montenegrinische standardsprachliche Ausdruck der serbokroatischen oder kroatoserbischen Sprache (crnogorski književnojezički izraz srpskohrvatskoga ili hrvatskosrpskoga jezika; Amtssprache der Teilrepublik Montenegro): ijekavisch, in kyrillischer oder lateinischer Schrift;
- der bosnisch-herzegowinische standardsprachliche Ausdruck der serbokroatischen oder kroatoserbischen Sprache (bosansko-hercegovački književnojezički izraz srpskohrvatskoga ili hrvatskosrpskoga jezika; Amtssprache der Teilrepublik Bosnien-Herzegowina und dort von allen Bevölkerungsgruppen benutzt): ijekavisch, in kyrillischer oder lateinischer Schrift.

### Nationale Varietäten des Serbokroatischen seit 1991

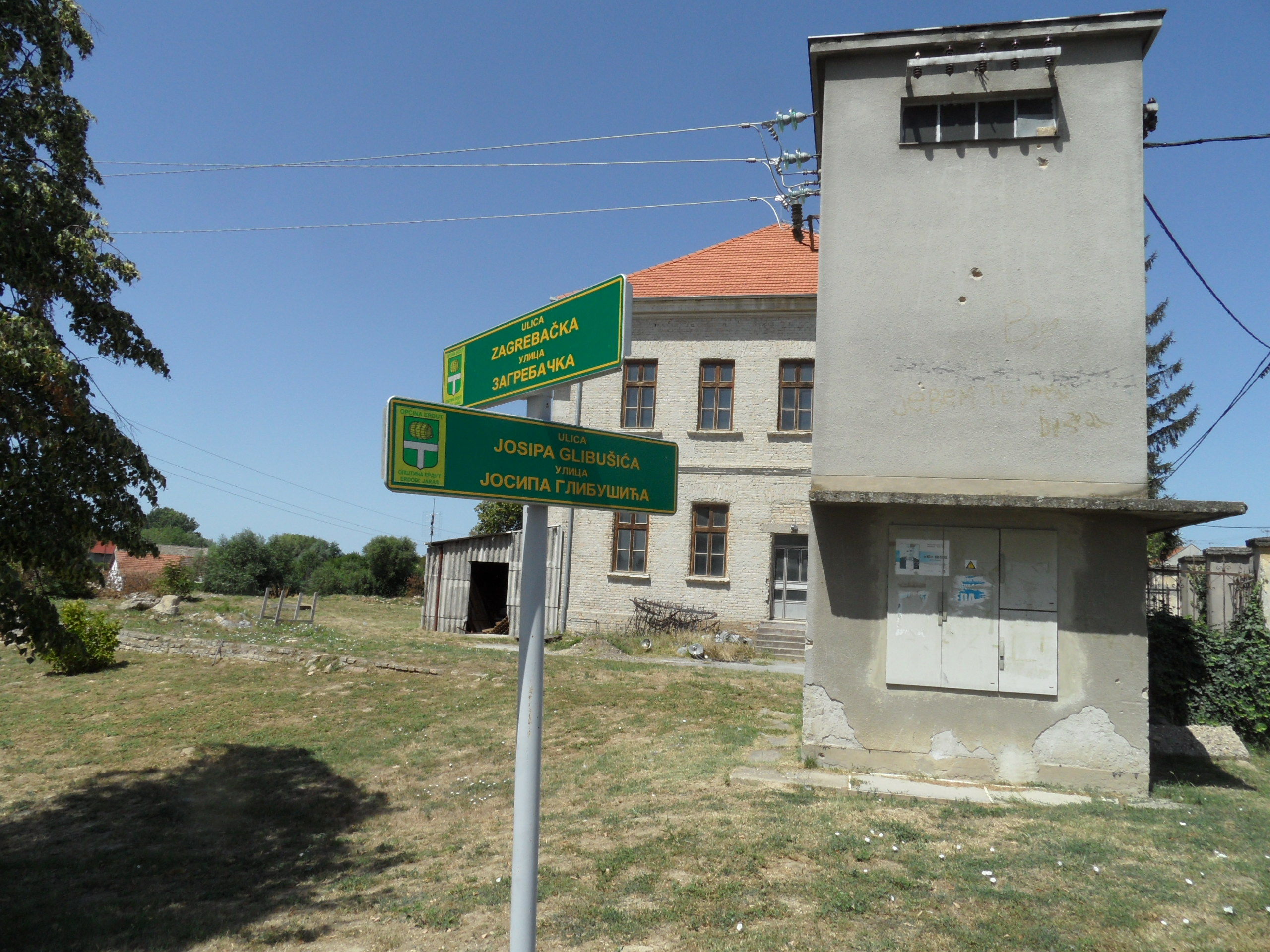
Kroatisch-serbisches Straßenschild in Dalj in Ostkroatien

Nach dem Zerfall Jugoslawiens waren die Standardvarietäten nicht mehr an die ehemaligen Teilrepubliken gebunden, sondern in erster Linie an die Nationalität der Sprecher. (Allerdings gibt es hierüber Meinungsverschiedenheiten. So ist z. B. unklar bzw. wohl auch individuell verschieden, ob in Kroatien lebende Serben Serbisch oder Kroatisch sprechen, und das Bosnische wird von manchen als gemeinsames Idiom aller Einwohner Bosniens, von anderen hingegen als Idiom der muslimisch-bosnischen Nationalität verstanden.) Dadurch kam es zu einem qualitativen Wandel von regionalen Standardvarietäten innerhalb Jugoslawiens zu in vollem Sinne nationalen Varietäten:
- die kroatische nationale Varietät (von Kroaten vor allem in Kroatien und Bosnien-Herzegowina gesprochen, Amtssprache Kroatiens und Bosnien-Herzegowinas): ijekavisch und lateinisch geschrieben;
- die bosnische nationale Varietät (von Bosniaken vor allem in Bosnien gesprochen, Amtssprache Bosnien-Herzegowinas): ijekavisch, lateinisch geschrieben;
- die serbische nationale Varietät, die in mindestens drei staatlichen Standardvarietäten existiert (ähnlich wie die deutsche nationale Varietät des Deutschen bis 1990 in zwei staatlichen Varietäten existierte, nämlich der der BRD und der der DDR):
  - die Varietät Serbiens (Amtssprache Serbiens, zwischen 1993 und 1998 auch von serbischen Nationalisten in Bosnien-Herzegowina als Amtssprache propagiert): meist ekavisch, verstärkt kyrillisch, aber auch lateinisch geschrieben;
  - die Varietät Bosnien-Herzegowinas (Amtssprache Bosnien-Herzegowinas): ijekavisch, lateinisch oder kyrillisch geschrieben;
  - die Varietät Montenegros (Amtssprache Montenegros): ijekavisch, lateinisch oder kyrillisch geschrieben.

Diese „Nationalisierung“ der Varietäten, verbunden mit deren kompletter Kodifizierung in jeweils eigenen Wörterbüchern und Grammatiken, wird von den meisten Sprechern als Entwicklung zu vollwertigen, unabhängigen Standardsprachen empfunden. Jedoch ist zu bedenken, dass – unabhängig von der politischen Bewertung dieses Prozesses – die Unterschiede zwischen den einzelnen Varietäten nach wie vor geringer sind als z. B. diejenigen zwischen der österreichischen und der binnendeutschen Varietät des Deutschen und die gegenseitige Verständlichkeit zwischen der kroatischen, serbischen, bosnischen und montenegrinischen Standardvarietät höher ist als zwischen den Standardvarietäten des Englischen, Französischen, Deutschen oder Spanischen.
Nach der Konferenzreihe im Rahmen eines internationalen Projektes, welche in Kroatien, Serbien, Bosnien-Herzegowina und Montenegro stattfanden, verfassten Experten aus den vier Ländern im Jahre 2017 die Deklaration zur gemeinsamen Sprache. Besonderes Gewicht verleihen der Deklaration über 200 Intellektuelle und Kulturschaffende, darunter namhafte Schriftsteller, Linguisten, Journalisten, Schauspieler, Historiker und andere Wissenschaftler aus Kroatien, Serbien, Bosnien-Herzegowina und Montenegro (unter anderem Dritan Abazović, Boban Arsenijević, Svetislav Basara, Sandra Benčić, Alida Bremer, Boris Buden, Bora Ćosić, Daša Drndić, Štefica Galić, Tatjana Gromača, Nihad Hasanović, Srećko Horvat, Saša Ilić, Ivan Ivanji, Damir Karakaš, Mirjana Karanović, Željko Komšić, Snježana Kordić, Jurica Pavičić, Edo Popović, Ana Ristović, Ivana Sajko, Roman Simić, Biljana Srbljanović, Srđan Srdić, Tanja Stupar Trifunović, Faruk Šehić, Rade Šerbedžija, Vesna Teršelič, Dubravka Ugrešić, Nenad Veličković, Dragan Velikić und Jasmila Žbanić), die das Sprachdokument vor der Veröffentlichung unterzeichneten. Nach der Veröffentlichung nutzten zudem Tausende Menschen im Internet die Möglichkeit, die Deklaration online zu unterschreiben. In der Deklaration wird festgestellt, dass in Kroatien, Serbien, Bosnien-Herzegowina und Montenegro eine gemeinsame polyzentrische Standardsprache verwendet wird, die aus mehreren Standardvarietäten besteht, wie in den Fällen des Deutschen, des Englischen oder des Spanischen.

## Politischer Status
Die Diskussion um den Status des Serbokroatischen ist stark von Ideologie geprägt. Während sich Sprecher der Varietäten Serbisch, Kroatisch und Bosnisch sehr gut verständigen können, wird das Bestehen einer gemeinsamen Sprache oft negiert. Es gibt grundsätzlich zwei unterschiedliche Sichtweisen.

### Sichtweise 1: Serbokroatisch als plurizentrische Sprache
Bosnisch, Kroatisch und Serbisch seien keine Einzelsprachen, sondern Varietäten einer Sprache. Die serbische und die kroatische Schriftsprache unterschieden sich beispielsweise weniger voneinander als Bairisch und Hochdeutsch. Teilweise seien die dialektalen Unterschiede innerhalb Kroatiens größer als die zwischen der Standardsprache Kroatiens und der der anderen beiden serbokroatischsprachigen Länder (siehe Dialekte).
Die Abneigung gegen Serbokroatisch liege vor allem an der historischen Entwicklung im ehemaligen Jugoslawien und der dortigen Ideologisierung des Serbokroatischen. Daher betrachteten Politik und die meisten Sprecher die Zugehörigkeit zu einer gemeinsamen Sprache mit den Nachbarn im ehemaligen Jugoslawien in erster Linie als ein Eingeständnis einer Zugehörigkeit zu einer gemeinsamen Kultur oder einem gemeinsamen Volk. Aus der gleichen Motivation heraus suchten auch Linguisten aus den betroffenen Ländern nach identitätsstiftenden Besonderheiten ihrer jeweiligen Varietät (siehe Ideologisierte Linguistik). So habe der Zerfall Jugoslawiens in einzelne Staaten dazu geführt, dass die Regionalvarianten der serbokroatischen Sprache in ihren jeweiligen Sprecherländern in den Status einer eigenen, den Landesnamen tragenden Amtssprache erhoben wurde.
Dennoch habe es für einen Nichtmuttersprachler keinen Sinn, nacheinander Kroatisch, Serbisch und Bosnisch zu lernen, genauso wie man keine Dolmetscher und Übersetzer zwischen diesen „Sprachen“ brauche.
Die kroatische Linguistin Snježana Kordić führt aus, dass Bosnisch, Kroatisch, Serbisch und Montenegrinisch Standardvarietäten des Serbokroatischen seien, das weiterhin als polyzentrische Sprache bestehe, so wie auch das Deutsche, Englische, Französische, Spanische in verschiedenen Ländern von verschiedenen Nationen in unterschiedlichen Varianten gesprochen werden.

### Sichtweise 2: Die einheitliche serbokroatische Sprache als Mythos
Die „serbokroatische Sprache“ sei ein politisches Konstrukt, das nie als Standardsprache existiert habe. Im Einklang mit der Ideologie, wonach Serben und Kroaten ein einziges serbokroatisches oder jugoslawisches Volk seien, sei die Sprache als „Serbokroatisch“ definiert worden, was Ausdruck von Panserbismus oder jugoslawischem Unitarismus gewesen sei. Die kroatische und serbische Sprache seien aufgrund ihrer historischen Entwicklung und Standardisierung als Einzelsprachen zu betrachten und hätten sich lediglich einige Jahrzehnte lang (zur Zeit Jugoslawiens) parallel entwickelt (und das zum Teil unter Zwang).
Der Tatsache, dass sich die drei Standardsprachen Kroatisch, Bosnisch und Serbisch aus dem Neu-Štokavischen entwickelt haben, sei keine allzu große Bedeutung beizumessen. In der Linguistik gebe es zahlreiche Beispiele für ähnliche, jedoch anerkannte unterschiedliche Standardsprachen, wie z. B.
- Hindi und Urdu,
- Bulgarisch und Mazedonisch oder
- Norwegisches Bokmål und Dänisch.

In dieser Sichtweise werden die Unterschiede zwischen der kroatischen und der serbischen Standardsprache betont, die sich wie folgt zusammenfassen lassen:
1. Alphabet: Lateinisch vs. Kyrillisch
2. Orthographie: vor allem Adaption von Fremdnamen (z. B. serbisch Nju Jork, Њу Јорк, vs. kroatisch meist New York) und Schreibung gewisser Futur-Formen (z. B. serbisch radiću, радићу, vs. kroatisch radit ću „ich werde arbeiten“)
3. Phonetik: unterschiedliche Akzentuierung einzelner Wörter
4. Grammatik: diverse Unterschiede, u. a. Meidung des Infinitivs im Serbischen (z. B. želim da radim, wörtlich „ich möchte, dass ich arbeite“ vs. kroatisch želim raditi „ich möchte arbeiten“)
5. Morphologie: zahlreiche unterschiedliche Detail-Regelungen, die bisher meist eine Frage der Stilistik waren
6. Wortschatz und Semantik: Unterschiede bei einer Reihe von Wörtern

Nur von einer östlichen und westlichen Variante derselben Sprache zu sprechen, sei in diesem Zusammenhang politisch gewollt. Mit dem Ende Jugoslawiens sei auch das Ende der serbokroatischen Sprache gekommen.

### Ideologisierte Linguistik

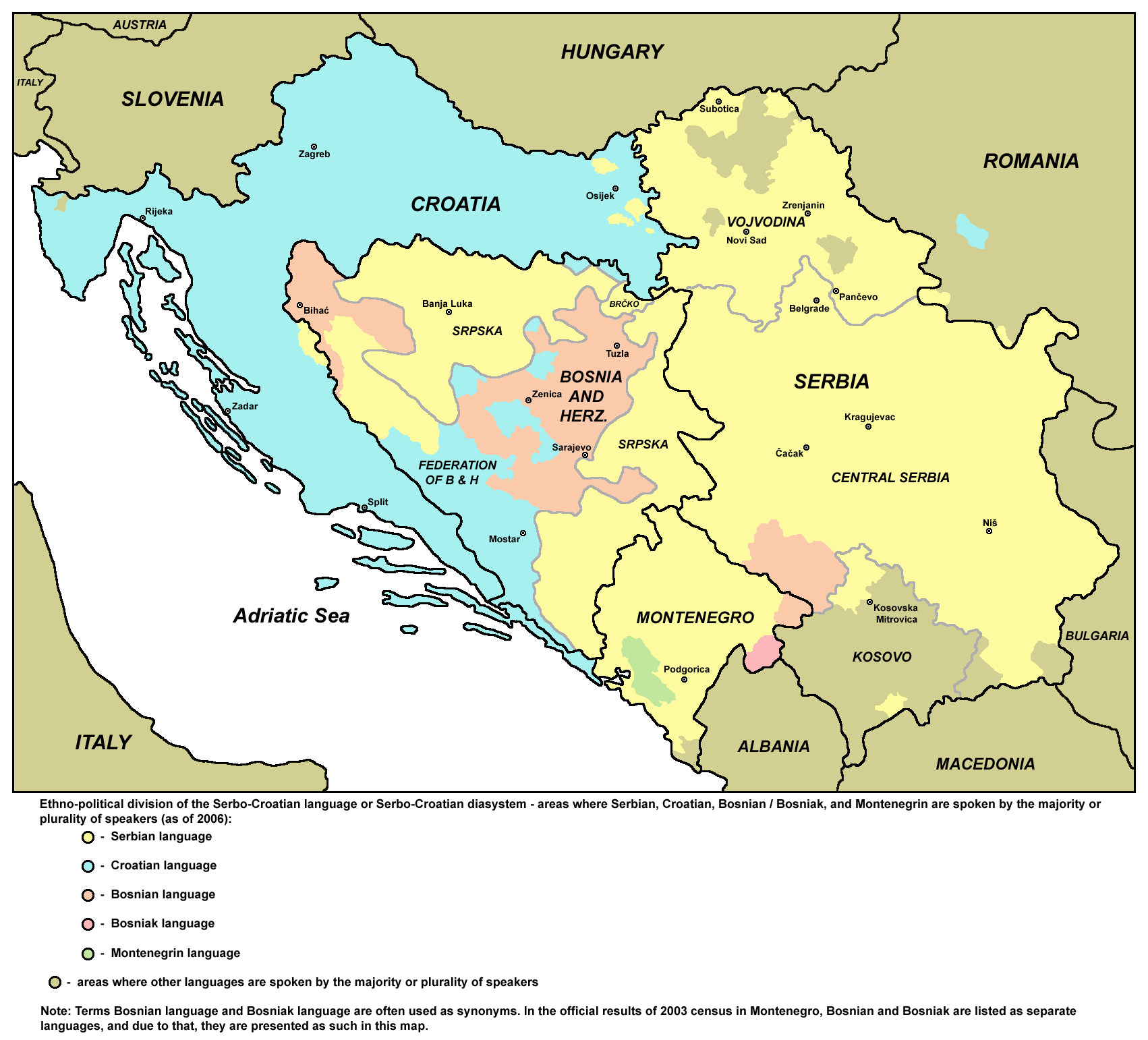
Unterschiedliche ethno-politische Bezeichnungen der Sprache

Die Meinungen der Linguisten in den Nachfolgestaaten Jugoslawiens über Ursprünge und Verwandtschaftsbeziehungen innerhalb der Sprache gehen je nach Herkunftsland auseinander:
- Die Hauptströmung der serbischen Linguisten betrachtet Serbokroatisch noch immer als eine Sprache mit zwei Varietäten. Außerdem ist die Mehrheit der serbischen Linguisten überzeugt, dass das Serbokroatische grundlegend auf der serbischen Sprache basiere. Eine Minderheit ist dagegen der Meinung, dass Serbokroatisch existiert habe, aber mittlerweile in Einzelsprachen zerfallen sei. Eine andere Minderheit vertritt den Standpunkt, dass eine solche Sprache niemals existiert habe und dass die serbokroatische Sprache lediglich die kroatische Variante des Serbischen sei (da nach Meinung Vuk Karadžić’ alle Sprecher des Štokavischen Serben und nur Sprecher des Čakavischen echte Kroaten seien).
- Kroatische Linguisten sind mehrheitlich davon überzeugt, dass eine einheitliche serbokroatische Sprache niemals existiert habe und anstelle dieser zwei Einzelsprachen existiert hätten, die im Laufe der Geschichte mehrfach Phasen der Konvergenz durchmachten. Sie sind außerdem überzeugt, dass keine Auflösung stattgefunden habe, da niemals eine serbokroatische Standardsprache existiert habe. Eine Minderheit kroatischer Linguisten streitet auch ab, dass die kroatische Standardsprache hauptsächlich auf dem štokavischen Dialekt basiere. Wiederum eine andere Minderheit hält dagegen, dass die serbische Sprache ein Ableger des Kroatischen sei, da sie als dialektales System betrachtet eine Untermenge des Systems kroatischer Dialekte darstelle. (In Kroatien gibt es štokavische, kajkavische und čakavische Dialekte, in Serbien hingegen nur štokavische, mit der Ausnahme des Torlakischen.)
- Die Mehrheit der bosnischen Linguisten betrachtet Serbokroatisch als immer noch existierende Sprache, die auf der bosnischen Nationalsprache basiere, da ja Vuk Karadžić seiner Standardsprache die štokavisch-ijekavischen Dialekte der Ostherzegowina zugrunde legte. Eine Minderheit geht sogar so weit zu behaupten, dass Kroaten und Serben sich ihrer Sprache historisch bemächtigt hätten, um sie als Mittel zur Erreichung ihrer politischen und kulturellen Zielsetzungen zu verwenden.

Vonseiten kroatischer Linguisten und Politiker gab es vor allem in den 1990er Jahren massive Versuche, ihre Sichtweise auch in der Slawistik ausländischer Hochschulen durchzusetzen. Diese Versuche sind jedoch weitgehend gescheitert: Während einzelne Wissenschaftler wie Reinhard Lauer für eine eigenständige Kroatistik eintreten, hält der Großteil der Slawisten außerhalb des slawischsprachigen Raumes an dem Forschungs- und Lehrgegenstand Serbokroatisch fest.